# Río Li
El río Li (en chino simplificado, 漓江; pinyin, Lí Jiāng, de ahí que en ocasiones aparezca referido como río Lijiang) es un destacado afluente de la cuenca del río de las Perlas que discurre íntegramente en la Región Autónoma de Guangxi, en la República Popular China. El sistema Li-Gui tiene una longitud de 437 km y drena una cuenca de 19 025 km², similar a países como El Salvador, Israel o Eslovenia.
El 12 de febrero de 1996 la «Zona pintoresca del río Lijiang en Guilin» fue inscrita en la Lista Indicativa de China del Patrimonio de la Humanidad, en la categoría de bien natural (núm. ref 108). Consiste principalmente en cinco lugares pintorescos: hay alrededor de 157 colinas rocosas, 21 grandes cuevas kársticas y varios cientos más pequeñas. Entre las colinas solitarias y sobresalientes de Guilin, fluye el tranquilo río Lijiang y sus afluentes, formando un espectacular paisaje en el que hay una gran cantidad de reliquias culturales: más de dos mil esculturas de piedra dispersas, el canal Lingqu de la dinastía Qin, el paso Guyanguan de los periodos Qin y Han y la Ciudad Imperial de las dinastías Ming y Qing.

## Geografía

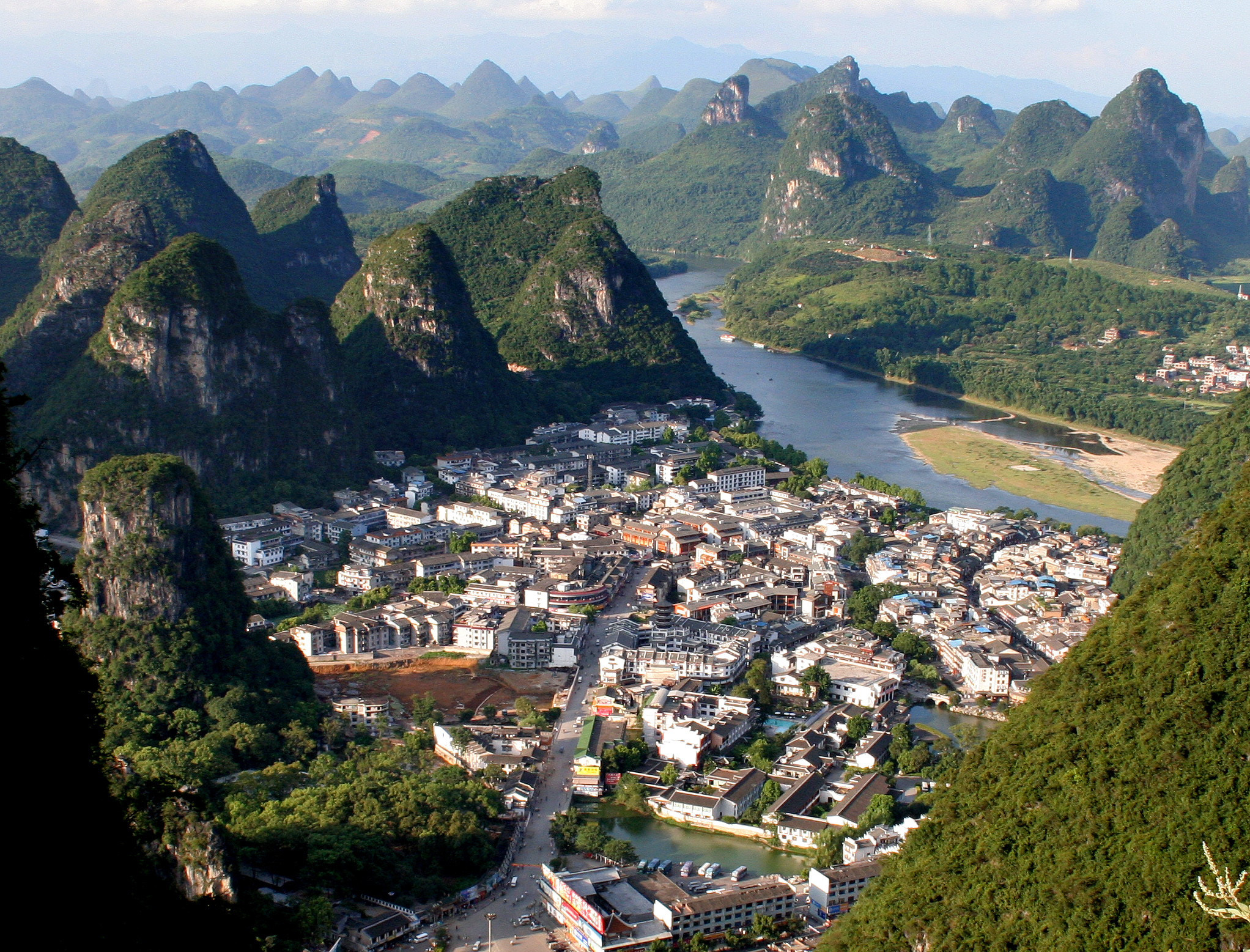
El río a su paso por Yangshuo

El río Li tiene su origen en las montañas Mao'er, en el condado de Xing'an. Fluye en dirección sur, pasando por las ciudades de Guilin —la capital de Guangxi, con una población de 670.000 hab.—, Yangshuo (unos 300 000 hab.) y Pingle (unos 430 000 hab.), donde se une con otros dos ríos y continúa hacia el sur, ya como río Gui, hasta desembocar en Wuzhou (492 306 hab. en 2007) en el río Xi, el afluente occidental del río de las Perlas.
El curso superior del río Li está conectado por el antiguo canal Lingqu con el río Xiang, que corre hacia el norte hasta desaguar en el Yangtsé, conectando el importante valle del Yangtse con el delta del río de las Perlas.
El curso de los ríos Li y Gui, de 437 kilómetros, está flanqueado por verdes colinas. Su inusuales laderas de topografía kárstica han sido comparadas a menudo con las de la bahía de Ha-Long, en Vietnam.
Es habitual ver en los orilla del río numerosos búfalos de agua. También se puede ver a los pescadores utilizar a cormoranes para realizar sus capturas.

## Puntos destacados
Debido a la belleza del paisaje que rodea al río, el Lijiang se ha convertido en uno de los puntos de destino de muchos turistas. Diversos cruceros realizan travesías que permiten conocer mejor los parajes de la región. Gran parte de estos cruceros realizan su travesía por los 83 kilómetros que separan las ciudades de Guilin y Yangshuo. El río se divide en tres secciones diferentes. Entre los puntos escénicos destacan:
- la gruta de la flauta de caña, una cueva que contiene un gran número de estalactitas y estalagmitas así como cortinas de roca.
- la colina de la trompa de elefante, símbolo de la ciudad de Guilin.
- el canal Lingqu, uno de los proyectos de conservación de agua más antiguos y el canal más antiguo que existe en el mundo.
- el parque de las siete estrellas, el mayor de Guilin.

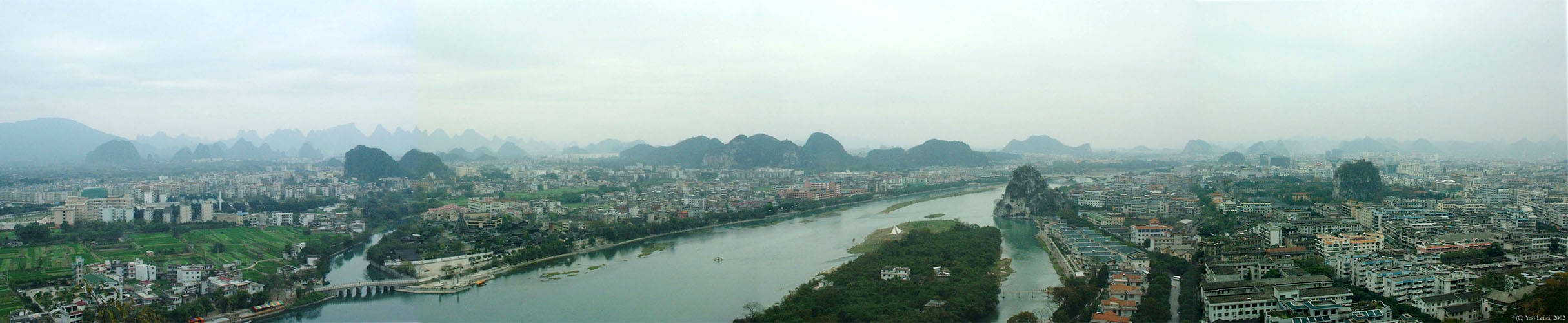
El río a su paso por Guilin